# Alberto Ghirardi
Alberto Ghirardi, né le 8 mai 1921 à Alexandrie (Piémont) et mort le 5 décembre 1987 à Grondana en Piémont, est un coureur cycliste italien, professionnel de 1948 à 1954. 

## Biographie

### Palmarès professionnel
- 1948
  - Milan-Modène
  - Giro de Sestrière
  - Coppa San Brocco
  - Grand Prix Covolo

### Résultats dans les grands tours

#### Tour de France
- 1950 : abandon (12e étape)

4 participations

#### Tour d'Italie
- 1949 : abandon
- 1950 : 43e
- 1952 : 56e
- 1954 : abandon